# Акакианская схизма
Акакиа́нская схи́зма (лат. Schisma Acacianum) — 35-летний (484—519 годы) церковный раскол между Римской и Константинопольской церквями, вызванный спорами вокруг «Энотикона» императора Зенона; назван по имени константинопольского патриарха Акакия.

## Возникновение раскола
В 482 году у Акакия возник конфликт с новым александрийским патриархом Иоанном I, который, будучи сторонником Халкидонского собора, стал жертвой борьбы за александрийскую кафедру и был вынужден бежать в Рим, ища защиты у римского папы Феликса III. При поддержке Акакия александрийскую церковь возглавил представитель антихалкидонской партии Петр Монг, подписавший Энотикон Зенона — объединительное послание императора к Александрийской церкви, написанное при участии Акакия. Этот документ является одновременно и вероисповедальным, и церковно-политическим, поскольку его целью было успокоение государства путём урегулирования церковных споров между халкидонитами и нехалкидонитами через отказ от обоих вызывающих конфликт соборов — Второго Эфесского и Халкидонского, равно претендующих на статус Четвертого Вселенского. Также в нём предписывалось признавать Иисуса Христа «единосущным Отцу по Божеству и людям по человечеству», анафематствовать Нестория и Евтихия, не принимать «разделяющих или сливающих» две природы во Христе и при этом анафематствовать всех думающих иначе. Благодаря Энотикону между восточными патриархатами было заключено внешнее единство, но в долгосрочной перспективе его последствия оказались неудачными.
Узнав о возведении Петра Монга на александрийскую кафедру и подписании Энотикона, папа Феликс III направил своих легатов в Константинополь с посланием к императору в отношении действий патриарха Акакия, но легаты были арестованы и под давлением властей согласились служить вместе с Акакием в момент внесения в диптихи имени Петра Монга. Об этом монахами-акимитами было донесено в Рим. Папа воспринял направленные на объединение восточных патриархатов вокруг Энотикона действия Акакия как измену халкидонскому вероучению и 22 июля 484 года собрал в Риме собор из 77 епископов, на котором низложил патриарха Акакия:

Ты лишён священства, отлучён от кафолического общения и от числа верных. Ты не имеешь больше права ни на имя иерарха, ни на священные действия. Таково осуждение, которое налагается на тебя судом Духа Святого и властию апостольскою, носителями каковой мы являемся.
— Отлучительное послание папы Феликса III
Отлучительное письмо папы было тайно доставлено в Константинополь, и один из монахов-акимитов смог приколоть его копию к омофору патриарха за богослужением в соборе Святой Софии После этого уже имя самого папы Феликса было вычеркнуто из диптихов Константинопольской церкви, и начался 35-летний разрыв между Западной и Восточной церквями.

## Преодоление раскола
Последующие римские папы в течение 35 лет требовали от Константинополя открытого отказа от Энотикона, признания Халкидонского собора и анафемы патриархам Акакию и Петру Монгу. Позднее это требование распространилось и на преемников Акакия — патриархов Македония II и Евфимия, которые сами хотя и вели борьбу с миафизитами и были изгнаны за это со своей кафедры, но не осудили патриарха Акакия. После прихода к власти императора Юстина I волею стремящейся к единству с Римом императорской власти энотикон был отвергнут. В Константинополе 6 июля 518 года была провозглашена анафема отвергающим Халкидонский собор и совершено торжественное прославление памяти отцов этого собора. 20 июля этого года под председательством патриарха Иоанна II состоялся поместный собор Константинопольской церкви, на котором были приняты следующие решения:
- восстановить в диптихах имена патриархов Евфимия и Македония II и перенести их останки в Константинополь (сами патриархи были прославлены в лике святых);
- возвратить на кафедры всех епископов, сосланных за поддержку Евфимия и Македония;
- внести в диптихи четыре вселенских собора и имя папы Льва Великого;
- предать анафеме Севира Антиохийского.

После этого решения начались переговоры с Римом по устранению раскола. Перед Пасхой 519 года в Константинополь прибыли легаты папы Гормизда: епископы Иоанн и Герман, пресвитер Бланд и диаконы Феликс и Диоскор. Путь послов в Константинополь имел форму триумфального шествия. Легаты привезли патриарху Иоанну II папское послание, получившее название «formula Hormisdae»:

…апостольский престол всегда хранит кафолическую веру ненарушимою. Итак мы, желая не отпадать от сей веры и во всем следуя установлениям отцов, анафематствуем все ереси. Подобным образом анафематствуем Акакия, некогда епископа города Константинополя, сделавшегося последователем тех и соучастником, и всех пребывающих в общении с ними и в участии… Надеюсь, что я пребуду с вами в том едином общении, которое проповедует апостольский престол… Обещаю на последующее время не сообщаться с отлученными от общения кафолической церкви, то есть с несоглашающимися во всем с апостольским престолом, мы обещаем не вспоминать имена их при священнодействиях. Если же когда-либо попытаюсь усомниться в чём из моего исповедания, то исповедую, что я, чрез собственное осуждение, становлюсь соучастником тех, которых осудил.

28 марта 519 года патриарх на престоле Святой Софии поставил свою подпись под formula Hormisdae и в присутствии легатов вычеркнул из диптиха имена Акакия и его преемников, а также императоров Зенона и Анастасия.
Таким образом, церковный раскол между Римом и Константинополем был преодолён, однако не все епархиальные архиереи согласились с таким решением. Когда легаты возвращались в Рим через Салоники, то епископ фесалоникийский Дорофей, викарий римского папы, состоящий при этом в общении с константинопольской церковью, собрал подвластных ему епископов и высказался, что formula Hormisdae угрожает вере. Это вызвало народные волнения, в которых был ранен папский легат Иоанн. На требования папы направить Дорофея на суд в Рим Константинополь ответил отказом и после допроса у патриарха и императора вернул его на фесалоникийскую кафедру.
С устранением раскола между Римом и Константинополем возник новый раскол — между Константинополем и другими восточными патриархатами, ради единства с которыми подписывался Энотикон и которые по-прежнему не признавали Халкидонский собор. Это привело к смутам на Востоке, гонениям на нехалкидонитов со стороны императоров и изгнанию не признающих Халкидон патриархов. Как итог, на Востоке произошло конфессиональное разделение и возникновение параллельных патриарших кафедр.